# Municipio de Pawhuska
El municipio de Pawhuska (en inglés: Pawhuska Township) es un municipio ubicado en el condado de Camden en el estado estadounidense de Misuri. En el año 2010 tenía una población de 7785 habitantes y una densidad poblacional de 86,66 personas por km².

## Geografía
El municipio de Pawhuska se encuentra ubicado en las coordenadas 38°11′6″N 92°42′57″O / 38.18500, -92.71583. Según la Oficina del Censo de los Estados Unidos, el municipio tiene una superficie total de 89.84 km², de la cual 58.44 km² corresponden a tierra firme y (34.95%) 31.4 km² es agua.

## Demografía
Según el censo de 2010, había 7785 personas residiendo en el municipio de Pawhuska. La densidad de población era de 86,66 hab./km². De los 7785 habitantes, el municipio de Pawhuska estaba compuesto por el 95.77% blancos, el 0.92% eran afroamericanos, el 0.54% eran amerindios, el 0.55% eran asiáticos, el 0.03% eran isleños del Pacífico, el 1.35% eran de otras razas y el 0.83% pertenecían a dos o más razas. Del total de la población el 2.95% eran hispanos o latinos de cualquier raza.